# 圣吉廖
圣吉廖（義大利語：San Gillio），是意大利都灵省的一个市镇。总面积8平方公里，人口約3015人，人口密度376.9人/平方公里（2009年）。ISTAT代码为001243。